# Eiji Aonuma
Eiji Aonuma (青沼英二) és, juntament amb Shigeru Miyamoto, el productor de la saga de videojocs de Nintendo The Legend of Zelda i el seu màxim responsable actualment.

## Biografia
Eiji Aonuma va néixer a la ciudad de Nagoya el 16 de març de 1963. Es va llicenciar en disseny en la Universitat Nacional de Belles Artes i Música de Tòquio el 1988, moment en el qual es va incorporar a la plantilla de Nintendo gràcies a una sèrie de titelles articulades que va presentar davant la junta per mostrar la seva feina.
Eiji Aonuma va començar a treballar amb molta més responsabilitat dins Nintendo a partir del 1996, quan va col·laborar com a dissenyador gràfic en el desenvolupament de Marvelous, Another Treasure Island, joc que només es va llençar al Japó. Tot i el poc èxit que va tenir aquest joc, Aonuma va continuar amb la seva feina i al cap de poc va començar a treballar en jocs per a la consola Nintendo 64.
Després de diverses actuacions com a director de progrés i supervisor en GoldenEye 007 o Blast Corps, la seva oportunitat va arribar quan va tenir l'opció de treballar amb Shigeru Miyamoto com a director de The Legend of Zelda: Ocarina of Time.
Des de llavors, ell, juntament amb Shigeru Miyamoto, és el productor de la saga, i el màxim responsable fins avui.
Després de The Legend of Zelda: Ocarina of Time, The Legend of Zelda: Majora's Mask i The Legend of Zelda: The Wind Waker van ser els jocs on va tenir responsabilitats, dins de la sèrie de The Legend of Zelda.

## Curiositats
Eiji Aonuma és un gran aficionat a la música i, juntament amb altres treballadors de la empresa, és membre fundador de un grup anomenat The Wind Wakers, en honor del títol de la franquícia The Legend of Zelda. Aquest grup toca uns quatre cops a l'any en sopars d'empresa.

## Jocs en els que ha participat
- 1996 - Marvelous: Mouhitotsu no Takarajim (Dissenyador gráfic)
- 1996 - Pilotwings 64 (Agraïments)
- 1997 - Blast Corps (Supervisor)
- 1997 - GoldenEye 007 (Director de Progrés)
- 1998 - The Legend of Zelda: Ocarina of Time (Director)
- 2000 - The Legend of Zelda: Majora's Mask (Productor i director)
- 2002 - The Legend of Zelda: The Wind Waker (Productor i director)
- 2004 - The Legend of Zelda: The Minish Cap (Supervisor)
- 2004 - The Legend of Zelda: Four Swords Adventures (Productor)
- 2006 - The Legend of Zelda: Twilight Princess (Director)
- 2007 - The Legend of Zelda: Phantom Hourglass (Productor)
- 2009 - The Legend of Zelda: Spirit Tracks (Productor)
- 2011 - The Legend of Zelda: Skyward Sword (Productor)
- 2013 - The Legend of Zelda: The Wind Waker HD (Productor i director)
- 2013 - The Legend of Zelda: A Link Between Worlds (Productor)
- 2014 - Hyrule Warriors (Supervisor)
- 2015 - The Legend of Zelda Triforce Heroes  (Productor)
- 2016 - Hyrule Warriors Legends  (Supervisor)
- 2016 - The Legend of Zelda: Breath of the Wild  (Productor)